# Лоренц, Регина
Регина Лоренц (нем. Regina Lorenz, 18 сентября 1963, Вена, Австрия) — австрийская хоккеистка (хоккей на траве), полевой игрок.

## Биография
Регина Лоренц родилась 18 сентября 1963 года в Вене.
Играла в хоккей на траве за «Пост» из Вены.
В 1980 году вошла в состав женской сборной Австрии по хоккею на траве на летних Олимпийских играх в Москве, занявшей 5-е место. Играла в поле, провела 5 матчей, забила 1 мяч в ворота сборной СССР.

## Семья
Сестра-близнец Регины Лоренц Патриция Лоренц (род. 1963) в 1980 году также выступала за женскую сборную Австрии по хоккею на траве на летних Олимпийских играх.